# Raymond Tam
Raymond Tam (* 20. Oktober 1986) ist ein australischer Badmintonspieler. 

## Karriere
Raymond Tam wurde 2012 nationaler Meister in Australien, wobei er sowohl im Doppel als auch im Mixed erfolgreich war. Im gleichen Jahr siegte er auch bei der Ozeanienmeisterschaft im Mixed. 2011 gewann er gemeinsam mit Wesley Caulkett die Fiji International. Bei den Auckland International 2013 belegte er Rang zwei. 2013 repräsentierte er sein Land ebenfalls im Sudirman Cup.